# SN 2010jo
SN 2010jo – supernowa typu Ia odkryta 6 listopada 2010 roku w galaktyce UGC 595. W momencie odkrycia miała maksymalną jasność 17,50m.